# Vrbovo Posavsko
Vrbovo Posavsko – wieś w Chorwacji, w żupanii zagrzebskiej, w gminie Orle. W 2011 roku liczyła 152 mieszkańców.